# 3000 Nights
3000 Nights é um filme de drama franco-jordaniano-libanês de 2015 dirigido por Mai Masri. Exibido originalmente no Festival Internacional de Cinema de Toronto, foi selecionado como representante de seu país ao Oscar de melhor filme estrangeiro em 2017.

## Elenco
- Maisa Abd Elhadi - Layal
- Nadira Omran - Sana
- Abeer Hadad - Hava
- Raida Adon - Shulamit
- Yussuf Abu-Warda - Juiz
- Anaheed Fayyad - Rihan
- Haifa Al-Agha - Im Ali
- Rakeen Saad - Jamila
- Hana Chamoun - Fidaa
- Khitam Edelbi - Ze'eva
- Karim Saleh - Ayman